# Masacre de Las Palmas
La masacre de Las Palmas, como se conoce a la masacre cometida en el corregimiento Las Palmas, municipio de San Jacinto (Colombia), ubicada en la subregión Montes de María, ocurrida el 27 de septiembre de 1999 por paramilitares,en el marco del conflicto armado interno de Colombia. Ese día, miembros del Bloque Montes de María de las Autodefensas Unidas de Colombia reunieron a la población en la plaza central, y prosiguieron con el asesinato de cuatro líderes reconocidos por toda la comunidad, y provocando el desplazamiento de más de 500 familias.

## Antecedentes
En 1999 Las Palmas contaba con 500 familias, distribuidas en 400 casas, que vivían de la comercialización de yuca, ñame, plátano, maíz, tabaco, entre otros productos que eran vendidos en el caso urbano.
A finales de la década de 1980, guerrilleros del Epl empezarían a extorsionar y reclutar jóvenes de la comunidad local, tras la desmovilización de este grupo, en 1991, el frente 37 de las Farc empezó a hacer presencia por la zona, asesinando a Eustaquio Sierra y a Luis Felipe de Ávila.
En 1994 los paramilitares llegaron a la zona, poniendo un retén entre Las Palmas y Corralito, mientras se hacían pasar por guerrilleros, en ese lugar se dio el asesinato de Segundo Caro y su hermano Álvaro Rafael Caro.
En varias ocasiones los paramilitares irrumpieron en escuelas de niños para obligarlos a salir a la plaza principal, donde los retenían hasta el momento en que se presentara un adulto con cédula en mano, momento en el cual buscaban, ya con el nombre de la persona, en una lista para verificar si era o no un objetivo militar. Bajo estas condiciones ocurrió el asesinato de Alberto Castillo, quien sería asesinato frente a todos en la plaza principal al momento de buscar a su hijo. 

## La masacre y desplazamiento
El 27 de septiembre de 1999 los paramilitares hicieron presencia temprano, raptando a los niños de la escuela y llevándolos a la plaza principal. Ese día, acusándolos de guerrilleros, asesinaron a Tomás Bustillo, Rafael Sierra, Celestino Ávila Herrera y a Emma Herrara. Luego, los paramilitares sentenciaron que el 11 de noviembre volverían, por lo que después de enterrar los cuerpos, cada persona decidió dejarlo todo por miedo a que se cumplieran las amenazas. El 28 de septiembre, empacaron lo que pudieron y salieron desplazados hacia San Jacinto (Colombia), donde durante cinco meses se acomodaron en un coliseo de ese municipio.
A mediados de 2005 la comunidad planeó retornar, pero el 5 de febrero fueron asesinados dos de sus habitantes.